# 阿尔泰蝇子草
阿尔泰蝇子草（学名：[Silene altaica] 错误：{{Lang}}：文本有斜体标记（帮助））是石竹科蝇子草属的植物。分布在俄罗斯、哈萨克斯坦以及中国大陆的新疆等地，生长于海拔1,400米至1,850米的地区，多生于石质山坡以及荒漠草原，目前尚未由人工引种栽培。

## 别名
灌丛蝇子草（拉汉子植物名称）

## 异名
- Silene fruticulosa (Pall.) Schischk.